# Jungornithidae
Jungornithidae — вимерла родина серпокрильцеподібних птахів. Родина існувала на початку еоцену (48-40 млн років тому). Представники родини відомі по скам'янілим решткам, що знайдені у кар'єрі Мессель (Німеччина) у відкладеннях колишнього озера та у Північному Кавказі, Росія.

## Роди
- Argornis
- Jungornis
- Parargornis
- Palescyvus
- Laputavis